# Número metálico

Número de oro (primer rectángulo), número de plata (segundo rectángulo) y el número del bronce (tercer rectángulo).

En matemáticas los números metálicos son un conjunto de números que reciben nombres especiales relacionados con diferentes metales. Se obtienen a partir de la ecuación de segundo grado:

(1){\displaystyle x^{2}-nx-1=0}

donde n es un número natural.

Los números metálicos más conocidos son el número de oro ({\displaystyle {\frac {1+{\sqrt {5}}}{2}}}), el número de plata ({\displaystyle 1+{\sqrt {2}}}) y el número de bronce ({\displaystyle {\frac {3+{\sqrt {13}}}{2}}}) que verifican la siguiente fracción continua:

(2){\displaystyle n+{\cfrac {1}{n+{\cfrac {1}{n+{\cfrac {1}{n+{\cfrac {1}{n+\ddots \,}}}}}}}}=[n;n,n,n,n,\dots ]}

con n igual a 1, 2 y 3 respectivamente.
Tabla 1
Valor de los números metálicos
| Nombre | n | Valor aproximado | Valor exacto                                |
| ------ | - | ---------------- | ------------------------------------------- |
| Oro    | 1 | 1,618033989...   | {\displaystyle {\frac {1+{\sqrt {5}}}{2}}}  |
| Plata  | 2 | 2,414213562...   | {\displaystyle 1+{\sqrt {2}}}               |
| Bronce | 3 | 3,302775638...   | {\displaystyle {\frac {3+{\sqrt {13}}}{2}}} |
| Cobre  | 4 | 4,236067978...   | {\displaystyle 2+{\sqrt {5}}}               |
| Níquel | 5 | 5,192582404...   | {\displaystyle {\frac {5+{\sqrt {29}}}{2}}} |

## Historia
Los más conocidos, se han utilizado desde los albores de la aritmética; los más populares, por ejemplo el número áureo, han sido estudiados de manera exhaustiva. Corresponde el mérito de la sistematización, estudio y divulgación de estos números a la matemática argentina Vera de Spinadel (1929-2017).

## Denominación y generación
Los números metálicos pueden ser generados por tres diferentes métodos:

### Ecuación cuadrática
La solución general de la ecuación de segundo grado se expresa por:

que para el rango inferior de n proporciona los valores que se muestran en la Tabla 1.

### Fracción continua
La ecuación general puede ser reordenada en la forma:
Sustituyendo la expresión de la variable en el denominador:
operación que puede continuarse hasta el infinito, resultando la expresión general de la fracción continua.

### Límite de serie
Se denomina sucesión de Fibonacci secundaria a la serie infinita construida según el siguiente criterio:
El límite en el infinito de la razón entre dos términos consecutivos:
es, precisamente, el número áureo.
Generalizando el anterior resultado se ha denominado "sucesión de Fibonacci secundaria generalizada" a la formada según la recurrencia:
cuyos límites entre dos términos consecutivos tienden a los correspondientes "números metálicos" con idéntico valor de n.